# Neovenator
Neovenator ("Ny jägare") var ett släkte med köttätande dinosaurier, närbesläktade med Allosaurus. Neovenator var en lättare byggd rovdinosaurie, vars stora skalle innehöll rakbladsvassa 5 cm långa tänder. På fingrarna hade den upp till 13 cm långa klor.
'Neovenator levde i Storbritannien under kritaperioden (Barremian-skedet) för ungefär 125 miljoner år sedan. Den levde samtidigt och i samma region levde den välkända växtätaren Iguanodon, Hypsilophodon, och även andra theropoder som Ornithodesmus, den basala tyrannosaurien Eotyrannus, den fiskätande Baryonyx, sauropoden Eucamerotus, och den bepansrade växtätaren Polacanthus.
Man har även funnit fossila bevis för att Neovenator delade utbredningsområde med tidiga termiter. Det är möjligt att Neovenator drog runt i flockar och jagade växtätare som Iguanodon. Man är nämligen ganska säker på att vissa allosauroider var flockdjur. Det har också föreslagits att Neovenator kunde simma. En spårlöpa efter en simmande theropod påträffat i Spanien har föreslagits vara gjorda av Neovenator, även om man inte har fossila bevis för att den levde där.

## Upptäckt

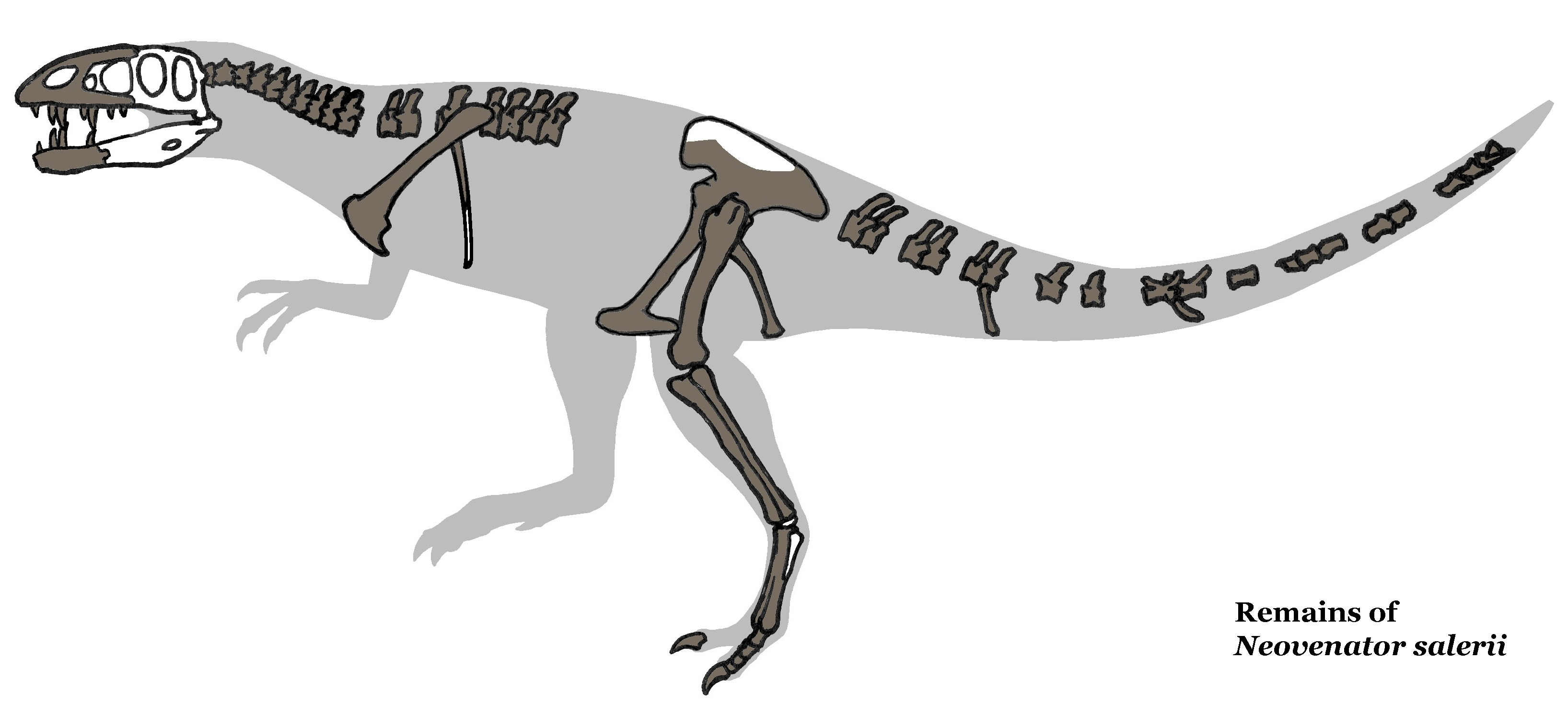
Funna fossila bitar efter Neovenator.

De första fossilen efter Neovenator hittades vid en utgrävning i Wessex Formation, Isle of Wight, 1978. Det tog lång tid att gräva ut fossilen ur stenen. Senare hittades mer fossil efter exemplaret, och släktet namngavs först 1996, till Neovenator salerii. Artnamnet Salerii efter familjen Salero, som ägde marken där de första fossilen hittades. För närvarande känner man till cirkla 70 % av skelettet Fossilet har flera skador på skelettet (Rothschild & Tanke, 1999), vilket troligen vittnar om ett hårt liv.

## Beskrivning

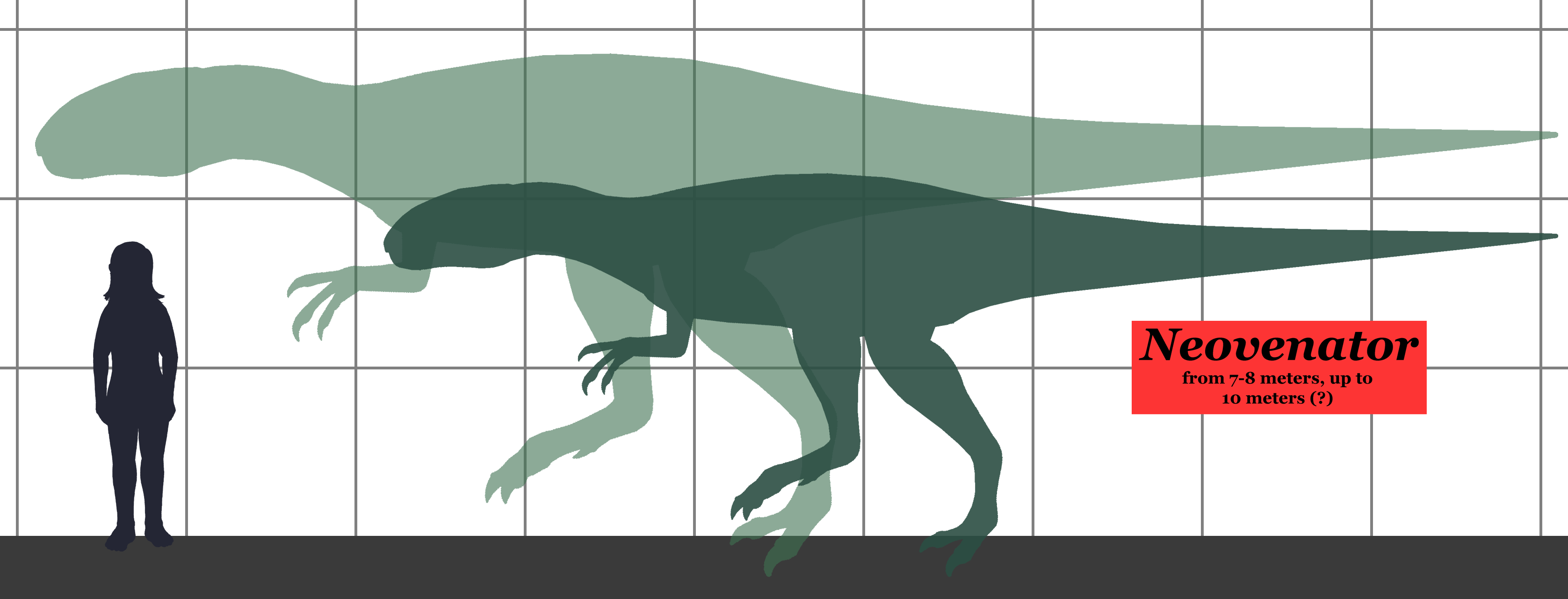
Neovenators storlek i jämförelse med en människa

Eftersom fossilen efter Neovenator är sparsamma kan man inte säkert säga hur den såg ut. Troligast är dock att den var en typisk allosauroid: kroppen var troligen ganska kraftig, och balanserades av en lång, styv svans. Bakbenen var långa och kraftiga, och försedda med lång metatarsus och fyra tår med starka klor, där den innersta tån (motsvarande stortån hos människor) inte nådde ner till marken. Skallen var förmodligen relativt stor och kraftig, och käften var fylld med långa, vassa tänder med sågtandade insidor. Frambenen var troligtvis ganska reducerade i storlek, men ändå kraftiga, och försedda med tre klor var. Neovenator tros ha mätt ungefär 7-8 meter från nos till svansspets (några isolerade bitar antyder en längd på upp till 10 meter).

### Taxonomi
Neovenator var en dinosaurie inom underordningen theropoda. Den ingick i Carnosauria, och tillhörde överfamilj allosauroidea. Den betraktades tidigare som en basal medlem i familj carcharodontosauridae (Naish, 2001, Holtz 2004 och Naish 2007), men senare forskning har gjort att den nu placeras i en annan familj, neovenatoridae (Brusatte et. al, 2010), som också inkluderar Australovenator och Megaraptor. Andra dinosaurier som var släkt till Neovenator var bland annat Allosaurus, Giganotosaurus, Carcharodontosaurus och Mapusaurus, fastän dessa ingick i andra familjer.

## Neovenator i kulturen
Neovenator är inte så vanligt förekommande i populärkulturen. En hemsida har namngivits efter dinosaurien. Neovenator har också presenterats i några böcker, bland annat Neovenator and Other Dinosaurs of Europe av Dougal Dixon.